# Calvin in Hobbes
Calvin in Hobbes je strip avtorja Američana Billa Wattersona. Njegova glavna junaka sta deček Calvin in njegova plišasta igračka, tiger Hobbes. Imenovana sta po reformatorju Jeanu Calvinu in filozofu Thomasu Hobbesu. Hobbes se takrat, ko ni Calvinovih staršev, spremeni v pravega tigra. Je na lestvici najbolj priljubljenih in najbolj globokih ter filozofskih stripov na svetu, ki ga lahko razumejo tako mlajši kot tudi starejši.
V slovenščini je v letih 2011−2015 izšlo 5 knjig: Calvin in Hobbes (1987) Nekaj pod posteljo se slini (1988), Čudaka z drugega planeta (1990) in Varovančevo maščevanje (1991), Napad mutantskih, groznih snežnih pošasti (1992).

## Glavni liki

### Calvin
Deček z blond lasmi, ki naj bi mu po njegovem mnenju ves čas težili. Nosi značilno rdečo majico s črnimi črtami. Ne glede na slabe ocene v šoli pa Calvin izkazuje svojo inteligenco s prefinjenim besediščem, filozofskim umom in ustvarjalnim/umetniškim talentom. Je navihan in zelo rad kakšno ušpiči. Pri ravnatelju Mr. Spittlu ima že precejšen kup zapisnikov in ukorov. Strip se v veliki meri vrti okoli Calvinovega notranjega sveta in njegovih pretežno antagonističnih izkušenj s tistimi zunaj njega (sošolci, avtoritete in njegovi starši). Mama in oče se pogosto komično sprašujeta, zakaj sta ga spočela.

### Hobbes
Je plišasta igračka tiger, ki jo Calvin vidi kot pravega tigra s človeškimi značilnostmi, kot so govor, hoja po dveh nogah ipd. Zato vsakič, ko sta s Calvinom sama, oživi, ko pa je prisoten še kdo drug, pa je narisan kot navadna plišasta igračka. Je veliko modrejši in pametnejši od Calvina, na traparije se požvižga. S Calvinom se hitro zapleteta v konflikt, ki prinese posledice: npr. vsa sta umazana in strgana, si kažeta jezike. Njegova slabost je, da se boji strmih hribov.

### Suzi
Je Calvinova prijateljica, čeprav je Calvin ne mara preveč. Najraje jo ima Hobbes, ker ga Suzi pogosto povabi na rojstnodnevno zabavo. Je prijazna, vendar se hitro razjezi. Tudi ona Calvina malo ne mara, vendar včasih prideta skupaj. Cavin ji pogosto reče kaj o svoji hrani, ki naj bi bila po njegovih besedah videti ogabna.

### Ga. Lubadar
Ga. Lubadar je učiteljica šole, na katero hodi Calvin. Je stroga, Calvina pa pogosto ukrega. Pri sebi ima leskovo palico, s katero tolče po mizah neposlušnih otrok. Najpogosteje je to prav Calvin.

### Rosalinda
Calvinova varuška. Hitro ponori. V eni od epizod stripa ji je Calvin poskušal odplakniti nalogo, zato je v stripu Varovančevo maščevanje ne vidimo več.

### Štef
Štef je šolski nasilnež. Je velik, neumen in tudi oči ima pokrite z lasmi, da bi bil videti bolj kulski. Od Calvina večinoma zahteva denar. Calvin si pogosto želi, da bi Štef izginil ali umrl. Pri njem je tudi razlika, da so v oblačku njegove besede napisane na veliko.